# Mina la Paloma
Mina la Paloma este o arie protejată (arie specială de conservare — SAC, sit de importanță comunitară — SCI) din Spania întinsă pe o suprafață de 3,75 ha, integral pe uscat.

## Localizare
Centrul sitului Mina la Paloma este situat la coordonatele 39°50′26″N 6°51′00″W / 39.840556°N 6.85°V.

## Înființare
Situl Mina la Paloma a fost declarat sit de importanță comunitară în februarie 2004 pentru a proteja 5 specii de animale. Situl a fost protejat și ca arie specială de conservare în mai 2015.

## Biodiversitate
Situată în ecoregiunea mediteraneană, aria protejată conține 2 habitate naturale: Tufărișuri termo-mediteraneene și de pre-deșert, Peșteri inaccesibile publicului.
La baza desemnării sitului se află mai multe specii protejate de  mamifere (5): liliac cu aripi lungi (Miniopterus schreibersii), liliac comun (Myotis myotis), liliacul mediteranean cu potcoavă (Rhinolophus euryale), liliacul mare cu potcoavă (Rhinolophus ferrumequinum), liliacul cu potcoavă a lui méhely (Rhinolophus mehelyi).